# Sakprosa
Sakprosa är dels det skriftspråk och den stilart som eftersträvas i informerande text utan litterära anspråk, dels texter skrivna i informerande syfte. ”Sakprosa” har alltså två betydelser: det är en stil, och en genre. Till exempel skrivs en encyklopedi som Wikipedia i sakprosastil, och består av texter i sakprosagenren. Andra exempel på sakprosatexter är recept, bruksanvisningar och nyhetsartiklar. Ett annat namn på sakprosa har varit normalprosa.
Genren (men inte stilen) sakprosa kan också kallas facklitteratur.
År 2023 fick Anna Jungstrand Sveriges första professur i sakprosa, placerad vid Linnéuniversitetet i ett samarbete med förlaget Natur & Kultur m fl. 

## Sakprosabegreppets avgränsning
Sakprosa anses stå i motsättning till skönlitteratur och skönlitterär stil. Hur texter som har drag av både sakprosa och skönlitteratur skall klassificeras har bedömts olika av olika forskare.  I synnerhet orsakas gränsdragningsproblemet av sakliga texter med litterära kvaliteter, till exempel konstnärligt utformad essäistik. Den norske professor i sakprosaforskning Johan Tønnesson (född 1956) har föreslagit att sakprosan indelas i ”litterär sakprosa” och ”funktionell sakprosa”. Den svenske litteraturvetaren professor Arne Melberg har för sin del hävdat att genreindelningen i sakprosa och skönlitteratur blir allt mer ofruktbar, allteftersom texter som överskrider genregränserna blir mer dominerande i litteraturutgivningen.
Oavsett om det råder olika uppfattningar om sakprosagenrens avgränsning och värdet av en sådan, behåller sakprosabegreppets andra aspekt – sakprosa som stilbegrepp – sin aktualitet, eftersom behovet att kvalitetssäkra informerande text kvarstår. Till exempel förbättras Wikipedia-artiklar fortlöpande genom att texter redigeras, om de bryter mot sakprosastilens huvudprincip: att saklig informationsförmedling icke skall störas av textens utformning.

## Sakprosabegreppets historia
Sakprosastilens huvudprincip fastslogs av den framsynte språkvetaren Gustaf Cederschiöld: ”prosans form skall icke överraska”. ”Normalprosan”, fastslog Cederschiöld, ”är till för nyttans skull … den är ej till för att bereda estetisk njutning; för normalprosans läsare är innehållet allt, formens största förtjänst är att på bästa möjliga sätt lätta uppfattningen af innehållet; åt formen vill läsaren ej egna en enda tanke; den får alltså icke genom några ovanligheter ådraga sig uppmärksamheten”.
Gustaf Cederschiölds beteckning ”normalprosa” (alternativt ”mellanprosa” eller ”centralprosa”) har fallit ur bruk eftersom termerna normal- och mellanprosa definierar den sakligt informerande stilen i relation till litterär ”högprosa” och talspråkslik ”lågprosa” – två begrepp som är irrelevanta idag.  
Termen ”normalprosa” ersattes därför av nyordet ”sakprosa”, som myntades 1938 av den finländske filologiprofessorn Rolf Pipping. I sakprosa, fastslog Pipping, ”kommer allt an på sak. Känslouttryck äro principiellt uteslutna”. ”Det är denna sakliga stilart”, skrev Pipping, "som i svensk stilistik vanligen kallas ’normalprosa’”. ”Jag föredrar”, fortsatte Pipping, ”benämningen sakprosa, eller objektiv prosa, för att därmed ange stilartens väsentliga syfte.”  Trots bytet av terminologi täcker ”sakprosa” ungefär samma begrepp som den äldre termen ”normalprosa”.

## Motsvarigheter på andra språk
Sakprosa och facklitteratur som begrepp för en genre motsvaras på engelska av begreppet ”non-fiction”, på finska av ”tietokirjallisuus” (vetandelitteratur) och på tyska av ”Sachliteratur” eller ”Sachtext”.  Eftersom ”sakprosa” har den dubbla betydelsen av genre och stil, kan förvirring uppstå.  Till exempel länkar de norska wikipedia-artiklarna om sakprosa till den svenska wikipedia-artikeln Facklitteratur i stället för denna artikel.